# Mr. Fox
A Mr. Fox az 1970-es évek elején alakult brit folk-rock zenekar volt. A brit folk-rock előadók második generációjának tagjait egy ideig a Steeleye Spanhoz és Sandy Dennyhez hasonlították. Azonban a saját anyaguk főként hagyományos stílusban született, és önálló „északi” stílussá vált. Két nagyra értékelt album felvételével jelentős népszerűséget értek el a folkzenében.

## Tagok
- Richie Bull (bendzsó)
- Alan Eden (dob)
- Barry Lyons (elektromos basszusgitár, cimbalom)
- Andrew Massey (cselló)
- John Myatt (fafúvósok)
- Bob Pegg (ének, gitár, basszusgitár, billentyűk)
- Carole Pegg (harmonika, hegedű, ének)
- Nick Strutt

## Lemezek
Albumok
- Mr Fox (Transatlantic, 1970)
- The Gipsy (Transatlantic, 1971)
- The Complete Mr Fox (Transatlantic, 1975)
- Join Us in our Game (Castle Music, 2004)

Bob és Carole Pegg
- He Came from the Mountain (Trailer, 1971)
- Sydney Carterrel: And Now It Is So Early: The Songs of Sydney Carter (Galliard, 1973)

Carolanne Pegg
- Carolanne Pegg (Transatlantic, 1973)

Bob Pegg és Nick Strutt
- Bob Pegg and Nick Strutt (Transatlantic, 1973)
- The Shipbuilder (Transatlantic, 1974)

Bob Pegg
- Ancient Maps (Transatlantic, 1975)
- The Last Wolf (Rhiannon, 1996)
- Keeper of the Fire: the Anthology (Sanctuary, 2006)